# Matti Pitkänen
Matti Pitkänen   (Ikaalinen, 20 de desembre de 1951) és un esquiador finlandès, ja retirat, especialista en esquí de fons, que va competir durant les dècades de 1970 i 1980.
El 1976 va prendre part als Jocs Olímpics d'Hivern d'Innsbruck, on va disputar dues proves del programa d'esquí de fons. En la prova del relleu 4x10 quilòmetres, formant equip amb Arto Koivisto, Juha Mieto i Pertti Teurajärvi, guanyà la medalla d'or, mentre en la dels 30 quilòmetres fou tretzè. Quatre anys més tard, als Jocs de Lake Placid, disputà tres proves del programa d'esquí de fons. Guanyà la medalla de bronze en el relleu 4x10 quilòmetres, fent equip amb Harri Kirvesniemi, Pertti Teurajärvi i Juha Mieto, mentre en els 30 quilòmetres fou sisè i en els 50 quilòmetres onzè.
En el seu palmarès també destaca una medalla de plata al Campionat del món d'esquí nòrdic de 1978, així com dos campionats finlandesos dels 50 quilòmetres.